# Balkenstich
Balkenstich bezeichnet das operative Durchstechen des Balkens (Corpus callosum) im Gehirn zur Schaffung einer Passage für den Liquor cerebrospinalis zur Verminderung des Hirndruckes. Er ist eine Form der Ventrikeldrainage. Der Balkenstich wurde von Fritz Gustav von Bramann entwickelt.